# Метаморфозы (альбом)
«Метаморфозы» — дебютный музыкальный альбом ленинградской рок-группы «Странные игры». Записан в 1983 году на студии Андрея Тропилло и в Малом Драматическом театре у режиссёра Андрея Кускова.
Один из первых музыкальных альбомов в СССР и России, записанных в жанре ска и ска-панк. Также «Метаморфозы» был единственным альбомом группы, записанным под руководством гитариста и идеолога группы Александра Давыдова, скончавшегося в 1984 году. «Метаморфозы» были включены в книгу «100 магнитоальбомов советского рока» журналиста Александра Кушнира.

## История альбома
В июне 1983 года группа «Странные игры» получила приглашения записаться у звкуорежиссёра и продюсера Андрея Тропилло, который впоследствии называл «Странные игры» одной из самых интересных русских групп, сравнив их с британской ска-группой «Madness». Основными идеологами группы были бас-гитарист Виктор Сологуб и гитарист Александр Давыдов. Уже с 1982 года группа использовала в качестве текстов песен стихи французских поэтов. 

Основными авторами идей для альбома были Виктор Сологуб и Александр Давыдов

Часть материала группа записывала на студии у Тропилло, часть — в Малом Драматическом театре у режиссёра Андрея Кускова: сделано так было в связи с тем, что в тот же период на студии Тропилло писались группы «Зоопарк» (альбом «Уездный город N») и «Мануфактура» (альбом «Зал ожидания»; оба альбома также были включены в альманах Кушнира), и «Странные игры» не имели времени и возможности дописывать у Тропилло материал.
Часть инструментальных и вокальных партий были записаны на студии «MCI» Виктором Глазковым. В связи с этим записи альбома имели разное звучание, и вплоть до 1990-х годов альбом выпускался «в разных изданиях» с разной нумерацией треков. Связано это было с тем, что Тропилло позже смикшировал альбом «по-своему».
Спустя год после записи альбома, в июне 1984 года от передозировки первитина умер Александр Давыдов, к тому моменту покинувший группу.
В 1985 году на песню «Метаморфозы» был снят видеоклип с участием Сергея Курёхина и Георгия Гурьянова.
Отдельные песни альбома — «Метаморфозы», «Хороводная», «Эгоцентризм II» и «Девчонка» — были включены в американский сплит-сборник «Red Wave» 1986 года, вместе с записями групп «Кино», «Аквариум» и «Алиса».
В середине 1990-х годов участники группы «Странные игры» вновь собрались вместе, играя на концертах песни альбомов «Метаморфозы» и «Смотри в оба», и даже перезаписали песню «Хороводная».

## Список композиций
Традиционно во всех изданиях в качестве авторов музыки указаны все участники группы. Ниже уточнены имена основных авторов.

### Оригинальный магнитоальбом 1983 года
| №  | Название                     | Текст песни                                 | Музыка                 | Длительность |
| -- | ---------------------------- | ------------------------------------------- | ---------------------- | ------------ |
| 1. | «Солипсизм»                  | Раймон Кено (перевод Михаил Кудинова)       | В. Сологуб, Г. Сологуб | 3:24         |
| 2. | «Девчонка (Если ты думаешь)» | Раймон Кено (перевод Михаил Кудинова)       | В. Сологуб, Г. Сологуб | 3:52         |
| 3. | «Хороводная»                 | Морис Фомбёр (перевод Михаил Кудинова)      | А. Рахов               | 4:48         |
| 4. | «Эгоцентризм II»             | Раймон Кено (перевод Михаил Кудинова)       | Г. Сологуб             | 4:29         |
| 5. | «Эгоцентризм I»              | Раймон Кено (перевод Михаил Кудинова)       | А. Давыдов             | 3:38         |
| 6. | «Плохая репутация»           | Жорж Брассенс (перевод Натальи Стрижевской) | А. Давыдов             | 5:02         |
| 7. | «Метаморфозы»                | Жан Тардье (перевод Михаил Кудинова)        | А. Давыдов, В. Сологуб | 2:37         |
| 8. | «Мы увидеть должны»          | Жак Брель (перевод Мориса Ваксхамера)       | А. Давыдов             | 4:38         |

### «Дыдаизм»
Имеется другая версия альбома под названием «Дыдаизм» (название является отсылкой к псевдониму Александра Давыдова — «Дыда»), куда были включены «бонусом» записи концертных выступлений группы, выполненные Михаилом Манчадским, фанатом «Странных Игр» в Ленинграде. Это были композиции:
- «Дип Папл» (оригинальная инструментальная кавер-версия известной композиции Smoke on the Water группы Deep Purple, которой часто «Странные игры» завершали свои концерты в 1983—1984 гг.);
- «Слово бойца» (на стихи перуанского поэта Хавьера Эро, исполнена коллективом на Первом Ленинградском рок-фестивале, как обязательная, на антивоенную тематику)
- «Утраченная любовь» (на стихи британского поэта Роберта Грейвса). Музыка и вокал Давыдова.

### Переиздание 2009 и 2014 («Бомба-Питер»)
| №  | Название                     | Длительность |
| -- | ---------------------------- | ------------ |
| 1. | «Хороводная»                 | 4:48         |
| 2. | «Метаморфозы»                | 2:37         |
| 3. | «Девчонка (Если ты думаешь)» | 3:52         |
| 4. | «Эгоцентризм II»             | 4:29         |
| 5. | «Солипсизм»                  | 3:24         |
| 6. | «Плохая репутация»           | 5:02         |
| 7. | «Эгоцентризм I»              | 3:38         |
| 8. | «Мы увидеть должны»          | 4:38         |

## Участники записи
- Виктор Сологуб — бас-гитара, вокал («Солипсизм», «Хороводная», «Эгоцентризм I», «Эгоцентризм II», «Метаморфозы»)
- Александр Давыдов — гитара, вокал («Плохая репутация», «Мы увидеть должны», «Эгоцентризм I»)
- Григорий Сологуб — гитара, вокал («Девчонка», «Эгоцентризм II», «Метаморфозы»)
- Алексей Рахов — саксофон, вокал («Эгоцентризм I»)
- Николай Куликовских — клавишные
- Николай Гусев — фортепиано
- Александр Кондрашкин — ударные